# El delator (libro)
El delator (en inglés The Informer) es una novela de escritor irlandés Liam O'Flaherty publicada en 1925. Ese año recibió el James Tait Black Memorial Prize.

## Argumento
Ambientada en el Dublín de 1922 en plena guerra civil irlandesa, la novela se centra en Gypo Nolan. Después de haber revelado el paradero de su amigo Frankie McPhillip a la policía para cobrar la recompensa, Gypo se encuentra perseguido por sus camaradas revolucionarios para juzgarle por esta traición. 

## En el cine
La novela fue llevada al cine en 1935 con una película del mismo nombre dirigida por John Ford y con Victor McLaglen como Gypo Nolan.
Una adaptación anterior de la novela, también llamada El delator, había sido dirigida por Arthur Robison en 1929.